# Hexatoma (Eriocera) disparilis
Hexatoma (Eriocera) disparilis is een tweevleugelige uit de familie steltmuggen (Limoniidae). De soort komt voor in het Oriëntaals gebied.